# Starkenborgh (Friesland)
De stins Starkenborgh in Friesland lag bij Sibrandahuis, ook genaamd Sijbrandahuis, gelegen ten zuidwesten van Dokkum en ten noorden van Rinsumageest.
Het was in de 14e eeuw van een afzonderlijke familie van Starkenborgh. De Stins moet aan het eind van de 14e eeuw in bezit zijn gekomen van Syds Tjaerda, want hij liet Starkenborgh na aan zijn zoon Bartold, die zich daarom ook Tjaerda van Starkenborgh noemde.